# Arnfinn Bergmann
Arnfinn Bergmann (Trondheim, 14 ottobre 1928 – Trondheim, 13 febbraio 2011) è stato un saltatore con gli sci norvegese.
È stato anche un calciatore.

## Palmarès

### Olimpiadi invernali
- Oro a Oslo 1952 nel salto con gli sci.

### Mondiali
- Bronzo a Lake Placid 1950 nel salto con gli sci.

## Onorificenze
- Medaglia Holmenkollen (1956)